# Шънджоу 9
Шънджоу 9 (на китайски: 神舟九号) е четвъртият китайски пилотиран космически полет/кораб, част от пилотираната програма Шънджоу. Шънджоу 9 е транспортиран до центъра за изстрелване на спътници Дзиуцюен на 9 април 2012 година, а ракетата-носител Чан Джън 2Ф/Г на 9 май. На 9 юни Шънджоу 9 е изведен на стартовата площадка заедно с ракетата-носител. Апаратът е изстрелян до космическата станция Тиенгун 1 на 16 юни.

## Космически апарат
Шънджоу 9 е сходен с предишните апарати от серията, но при него са направени над 600 модификации, предимно отнасящи се до системата за скачване. Апаратът е базиран на руския Союз ТМ и се състои от орбитален модул, сервизен модул и модул за кацане. Общата маса на апарата е 8082 кг, дълъг е 9,25 м, диаметърът му е 2,8 м, а размахът на слънчевите панели е 17 м. Характеристиките на съставните му модули са както следва:
- Орбитален модул: маса – 1500 кг, дължина – 2,8 м, диаметър – 2,25 м. Снабден е с два слънчеви панела с размери 2х3,4 м, генериращи по 0,5 kW електрическа мощност. Модулът е оборудван и с 16 малки ракетни двигатели за маневриране.
- Сервизен модул: маса – 3000 кг, дължина – 3,05 м, диаметър – 2,8 м. Оборудван е с два слънчеви панела 2х7 м, генериращи по 1,5 kW. На този модул е разположена основната задвижваща система, която се състои от четири по-големи ракетни двигатели и 24 по-малки маневрени двигатели. Разполага с 1000 кг гориво, състоящо се от диазотен тетраоксид и монометилхидразин.
- Модул за навлизане в атмосферата и кацане: маса – 3240 кг, дължина – 2,5 м, диаметър – 2,25 м. Разполага с топлинен щит с маса 450 кг.

## Екипаж
Месеци преди полета се спекулира, че на борда на Шънджоу 9 ще бъде изстреляна първата жена-тайконавт,
Основният екипаж се състои от Дзин Хайпън, който е ветеран от Шънджоу 7, Лиу Уън (първи полет) и Лиу Ян – първата китайка в космоса. Резервният екипаж се състои от Ние Хайшън (ветеран от Шънджоу 6), Джан Сяогуан и Уън Япин, която е втората жена, споменавана като кандидат за тази мисия.

## Изстрелване и орбитални операции
Шънджоу 9 е изстрелян от центъра за изстрелване на спътници Дзиуцюен, намиращ се в пустинята Гоби. Ракетата-носител е Чан Джън 2Ф/Г, а самото изстрелване е осъществено на 16 юни 2012 година. На борда на Шънджоу 9 е първата жена-тайконавт Лиу Ян. Изстрелването съвпада с 49-ата годишнина от изстрелването на първата жена в космоса – Валентина Терешкова (16 юни 1963 с Восток 6). На борда на Шънджоу 9 е и първият тайконавт, който лети два пъти – Дзин Хайпън (25 септември 2008 с Шънджоу 7).
Непосредствено след изстрелването, Шънджоу 9 се намира в елиптична орбита с перигей 199 км и апогей 328 км. В продължение на седем часа двигателите на Шънджоу 9 издигат орбитата на апарата до близо кръгова орбита с височина 330 км.
На 18 юни в 06:07 часа UTC Шънджоу 9 автоматично се скачва с космическия модул Тиенгун 1. Три часа по-късно шлюзовете са отворени и тайконавтите влизат в модула. Това е първото пилотирано скачване в космоса за Китай и третото скачване въобще (предишните две са с Тиенгун 1 и безпилотния кораб Шънджоу 8 през 2011 година). На 24 юни в 03:00 часа UTC Шънджоу 9 се разкачва от Тиенгун 1 и един час по-късно в 04:00 апаратът се скачва отново със станцията, но този път в ръчен режим.
На 28 юни Шънджоу 9 се отделя от Тиенгун 1 напът да се върне на земята. На следващия ден се приземява успешно в китайската провинция Вътрешна Монголия.